# Rutilia regalis
Rutilia regalis är en tvåvingeart som beskrevs av Guérin-Méneville 1831. Rutilia regalis ingår i släktet Rutilia och familjen parasitflugor. Inga underarter finns listade i Catalogue of Life.